# مایکل هاوارد (بازیکن فوتبال، زاده ۱۹۷۸)
مایکل هاوارد (انگلیسی: Michael Howard؛ زادهٔ ۲ دسامبر ۱۹۷۸) بازیکن فوتبال اهل بریتانیا است.
از باشگاه‌هایی که در آن بازی کرده‌است می‌توان به باشگاه فوتبال مورکم، باشگاه فوتبال سوانزی سیتی، باشگاه فوتبال آکسفورد یونایتد، باشگاه فوتبال ترانمره راورز، و باشگاه فوتبال لیورپول اشاره کرد.